# Sutton-in-Craven
Sutton-in-Craven är en by i civil parish Sutton, i kommunen North Yorkshire, i grevskapet North Yorkshire, i England. Byn är belägen 8 km från Skipton. Byn hade 2 719 invånare år 2021. Byn nämndes i Domedagsboken (Domesday Book) år 1086, och kallades då Sutun.